# Siku (strumento musicale)
Il siku (anche sicu, sico) è uno strumento musicale degli aerofoni, tipico delle tradizioni sudamericane e costituito da una schiera di canne, di lunghezza differente, aperte all'estremità superiore e chiuse inferiormente.
Le canne sono tenute allineate mediante asticelle trasversali e cordicelle. L'esecutore emette un soffio trasversalmente l'apertura superiore emettendo un suono tipico, simile a quello prodotto dal vento che si insinua tra le rocce in certe condizioni. Narra una leggenda che sia questo che abbia ispirato un pastore alla realizzazione di strumenti simili. 
Questi strumenti esistono in altre culture dove assumono nomi diversi (Flauto di Pan, Siringa,...), nella musica andina lo strumento esiste in diverse versioni che differiscono per l'intonazione ed in tutte le versioni lo strumento vi è una coppia di strumenti (Arca ed Ira) che si ripartiscono alternativamente le note della scala modale minore. Arca ed Ira possono essere suonati da due esecutori o da uno.
Le versioni prendono il nome di: Toyo, Zanka, Malta, Chuli (Ognuno di questi ha a sua volta due ulteriori versioni che differiscono per l'intonazione di una quinta)